# Interix
Interix – podsystem w systemie operacyjnym Windows rozwijany przez firmę Microsoft umożliwiający kompilację i uruchomienie w systemie programów zgodnych ze standardem POSIX. Umożliwia między innymi łatwiejsze przenoszenie do środowiska Windows programów i skryptów napisanych w różnych systemach typu Unix.
Podsystem Interix jest głęboko zintegrowany z systemem operacyjnym Windows, udostępniając programistom zestaw API właściwych dla systemów typu Unix, dzięki czemu przenoszenie aplikacji wymaga mniejszych zmian w kodzie.
W odróżnieniu od Cygwina, Interix nie jest emulatorem – nie musi stosować „sztuczek” w celu zaimplementowania API POSIX przy użyciu API Win32. W efekcie jego działanie jest znacznie sprawniejsze niż aplikacji używających Cygwina.
Pierwotnie opracowany przez firmę Softway Systems Inc., po jej przejęciu 16 września 1999 przez Microsoft, Interix od wersji 2.2 oferowany był w pakiecie o nazwie handlowej Microsoft Services for Unix (SFU). Wraz z wydaniem systemu Windows 2003 Server R2 włączony został jako komponent systemu pod nazwą Subsystem for Unix-based Applications (SUA). Od wersji dla Windows Vista ograniczono możliwość instalacji tylko do edycji Ultimate/Enterprise. Wraz z wydaniem systemu Windows Server 2012 uznany za przestarzały, nie został już dołączony do drugiej edycji (Windows Server 2012 R2).

## Dodatki
Spora liczbę programów nieobecnych w pakiecie można było pobrać ze strony forum SUA Community. Programy takie jak np. openSSH czy Midnight Commander prekompilowane dla odpowiedniej wersji SFU/SUA dostępne były w formacie .pkg lub zbiorczo w postaci samoinstaującego.exe. W połowie 2013 roku strona SUA Community została bez wcześniejszych zapowiedzi zamknięta.